# Abbael I
Abbael I que potser va regnar del 1750 aC al 1720 aC, va ser un rei de Iamkhad fill i successor d'Hammurabi I.
Hi ha pocs documents sobre el regnat d'Abbael, un segell que n'estableix la filiació i una carta de Samsuiluna de Babilònia sobre una missió a la ciutat d'Alep. En aquest període, la ciutat-estat d'Alalakh era vassall de Iamkhad, i no es trobava lluny d'Alep, a la vora del riu Orontes. No se sap amb certesa quina ètnia habitava Alalakh, però un segle més tard els antropònims que s'han trobat a la ciutat eren sobretot amorrites de la zona de Mari, cosa que permet creure que els amorrites eren dominants. Però aquest territori proper a la costa tenia també un component hurrita important, sens dubte l'antiga població. Cap al final del seu regnat, Abbael va nomenar al seu germà Yarim-Lim governador d'Alalakh, després d'haver estat governador d'Irrite, ciutat destruïda per l'exèrcit d'Abbael a causa d'una sublevació.
La cessió d'Alalakh la va fer Abbael a Yarim-Lim i als seus descendents, ciutat que perdrien si ell o els seus hereus es rebel·laven contra Iamkhad. Abbael va jurar que no confiscaria mai el regne al seu germà i Yarim-Lim li va jurar fidelitat. En un document on es llegeix el nomenament de Yarim-Lim com a rei-governador d'Alalakh, Abbael fa menció de diverses divinitats hurrites (Hepat, Addu, Ixtar…) com a garants i la maledicció que caurà de la part d'aquests déus si algú pretén destronar Yarim-Lim o als seus descendents.
El va succeir el seu fill, anomenat Yarim-Lim II.